# Egipto en los Juegos Paralímpicos de Nueva York y Stoke Mandeville 1984
Egipto estuvo representado en los Juegos Paralímpicos de Nueva York y Stoke Mandeville 1984 por un total de 28 deportistas, 25 hombres y tres mujeres.

## Medallistas
El equipo paralímpico egipcio obtuvo las siguientes medallas:
| Nombre          | Deporte   | Evento                    |
| --------------- | --------- | ------------------------- |
| Oro             |           |                           |
| Nayat Gaber Ali | Atletismo | Jabalina A1 femenino      |
| Plata           |           |                           |
| Equipo          | Golbol    | Torneo masculino          |
| Bronce          |           |                           |
| Nayat Gaber Ali | Atletismo | Disco A1 femenino         |
| Nayat Gaber Ali | Atletismo | Peso A1 femenino          |
| Nayla Abdulá    | Atletismo | Disco B1 femenino         |
| A. S. Adel      | Atletismo | Peso 5 masculino          |
| Naseredin Nabil | Natación  | 100 m espalda 6 masculino |